# جوش هيو
جوش هيو (بالإنجليزية: Josh Vaughan)‏ هو لاعب كرة قدم أمريكية أمريكي، ولد في 3 ديسمبر 1986 في ريتشموند في الولايات المتحدة.

## وصلات خارجية
- جوش هيو على موقع مرجع كرة القدم المحترفة.كوم (الإنجليزية)